# Точка Парри
Точка Парри — точка, связанная с треугольником, лежащим на плоскости. Точка является замечательной точкой треугольника и перечислена под именем X(111) в Энциклопедии центров треугольника. Точка Парри названа в честь английского геометра Сирила Парри (Cyril Parry), изучавшего её в начале 1990-х.

## Окружность Парри

Окружность и точка Парри. (G — центроид, а J и K являются точками Аполлония треугольника ABC)

Пусть ABC — треугольник на плоскости. Окружность, проходящая через центроид и две точки Аполлония треугольника ABC, называется окружностью Парри треугольника ABC. Уравнением окружности Парри в трилинейных координатах является
{\displaystyle {\begin{aligned}&3(b^{2}-c^{2})(c^{2}-a^{2})(a^{2}-b^{2})(a^{2}yz+b^{2}zx+c^{2}xy)\\[6pt]&{}+(x+y+z)\left(\sum _{\text{cyclic}}b^{2}c^{2}(b^{2}-c^{2})(b^{2}+c^{2}-2a^{2})x\right)=0\end{aligned}}}
Центр окружности Парри также является замечательной точкой треугольника и перечислен под именем X(351) в Энциклопедии центров треугольника. Трилинейные координаты центра окружности Парри равны
f(a, b, c) : f (b , c, a) : f (c, a, b), где f (a , b, c) = a (b2 − c2) (b2 + c2 − 2a2).

## Точка Парри
Окружность Парри и описанная окружность треугольника ABC пересекаются в двух точках. Одна из них — фокус параболы Киперта треугольника ABC. Другая точка пересечения называется точкой Парри треугольника ABC.
Трилинейные координаты точки Парри равны
(a / (2 a2 − b2 − c2) : b / (2 b2 − c2 − a2) : c / (2 c2 − a2 − b2))
Точка пересечения окружности Парри и описанной окружности треугольника ABC, которая является фокусом гиперболы Киперта треугольника ABC, перечислена под именем X(110) в Энциклопедии центров треугольника. Трилинейные координаты этой точки
(a / (b2 − c2) : b / (b2 − a2) : c / (a2 − b2))